# Куржис
Куржис (фр. Courgis) насеље је и општина у источном делу централне Француске у региону Бургоња, у департману Јон која припада префектури Осер.
По подацима из 2011. године у општини је живело 259 становника, а густина насељености је износила 25,8 становника/km². Општина се простире на површини од 10,04 km². Налази се на средњој надморској висини од 150 метара (максималној 339 m, а минималној 169 m).

## Демографија
| 1962. | 1968. | 1975. | 1982. | 1990. | 1999. | 2011. |
| ----- | ----- | ----- | ----- | ----- | ----- | ----- |
| 253   | 270   | 237   | 252   | 253   | 252   | 259   |

График промене броја становника у току последњих година